# پارک تاریخی سی تپ
پارک تاریخی سی تپ (انگلیسی: Si Thep Historical Park) (تای: อุทยานประวัติศาสตร์ศรีเทพ) یک محوطه باستان‌شناسی در استان پتچابون تایلند است. این محوطه شامل شهر باستانی سی تپ است که از حدود قرن سوم تا پنجم میلادی تا قرن سیزدهم مسکونی بوده و دوره‌های فرهنگی مختلفی از دوران پیشاتاریخ متأخر، دوارواتی و امپراتوری خمر را در بر می‌گیرد. سی تپ یکی از بزرگ‌ترین دولت‌شهرهای شناخته‌شده‌ای بود که در نخستین هزاره میلادی در دشت‌های تایلند مرکزی پدید آمد، اما با ظهور شهرهای تایلندی‌زبان سوخوتای و سپس آیوتایا در حوضه رود چائو پرایا متروکه شد.
این محوطه در سال ۱۹۰۴ مورد توجه باستان‌شناسی مدرن قرار گرفت، زمانی که شاهزاده دامرونگ راجانوبه آن را مورد بررسی قرار داد. در سال ۱۹۳۵، سی تپ به عنوان یک یادمان باستانی ثبت شد. از آن زمان، اداره هنرهای زیبای تایلند به پژوهش‌ها و کاوش‌های خود در این سایت ادامه داده است. باستان‌شناسانی مانند شاهزاده سوبهدرادیس دیسکول، اچ. جی. کواریچ ویلز و ژان بواسلیر نیز بر روی این محوطه تحقیقاتی انجام داده‌اند.
بر اساس شواهد تاریخی یافت‌شده در این مکان، سی تپ احتمالاً مرکز یکی از مندالاهای دوارواتی بوده است. همچنین، از طریق ازدواج‌های سلطنتی، پیوندهایی با شهر سِما، پایتخت ایالت همسایه کاناساپورا که در شرق و در آن‌سوی کوه‌های دونگ فایا ین در حوضه رودخانه مون قرار داشت، برقرار کرده بود. برخی پژوهشگران بر این باورند که سی تپ همان آیوججهاپورا بوده است، شهری که در متون پالی همچون راتانابیمباوامسا و جیناکالامالی به عنوان پیشگام پادشاهی آیوتایا ذکر شده است.: ۵۱ 
سی تپ در سال ۱۹۸۴ به عنوان یک پارک تاریخی ثبت شد و در سال ۲۰۱۹ به عنوان یک میراث جهانی یونسکو به صورت موقت پیشنهاد شد. در ۱۹ سپتامبر ۲۰۲۳، این محوطه با عنوان شهر باستانی سی تپ و یادمان‌های مرتبط با دوارواتی در فهرست میراث جهانی یونسکو ثبت شد. این نخستین سایت فرهنگی در تایلند بود که پس از بان چیانگ در سال ۱۹۹۲، موفق به دریافت این عنوان شد.

## تاریخچه

### سکونت اولیه: قرن چهارم تا پنجم میلادی
سی تهپ از یک روستای کشاورزی ماقبل تاریخ در دره پا ساک، حدود ۲۵۰۰ تا ۱۵۰۰ سال پیش توسعه یافت. در نخستین مرحله باستان‌شناسی (حدود قرن چهارم تا پنجم میلادی)، سکونت اولیه سی تهپ درون شهر داخلی متمرکز بود و یک سنت تدفینی با نذورات مرتبط با هند و جوامع منطقه مرکزی و حوزه رودخانه مون در شمال شرقی وجود داشت.

### دوران تأثیرات هندوئیسم: قرن ششم تا هشتم میلادی
دومین مرحله سکونت (حدود قرن ششم تا هشتم میلادی) با گسترش به شهر بیرونی همراه بود. با ظهور نظام پادشاهی، ویشنوپرستی در جامعه سی تهپ نقش مهمی یافت و روابطی با هند، فونان، چِنلا و فرهنگ دوارواتی برقرار شد. سی تهپ از قرن ششم میلادی یکی از مراکز فرهنگی شهری دوارواتی بود و از اولین جوامع تایلند به‌شمار می‌رفت که با هند ارتباط برقرار کرد. این موضوع در سنگ‌نوشته K 978 که به زبان سانسکریت و با الفبای پالاوا در قرن ششم میلادی نوشته شده، تأیید شده است. بدین ترتیب، سی تهپ همراه با دیگر دولت‌های اولیه جنوب‌شرق آسیا مانند فونان، چنلا و پادشاهی سری کشترا به یک دولت اولیه تبدیل شد. چارلز هایگام به سنگ‌نوشته‌ای از سی تهپ در قرن هفتم میلادی اشاره می‌کند که در آن آمده است: «در این سال… پادشاهی که برادرزاده شاه بزرگ، فرزند پروتیوینادراوارمان، و به بزرگی بهاواوارمان است، که اصول اخلاقی برجسته‌ای دارد، قدرتمند و وحشت دشمنانش است، این سنگ‌نوشته را در هنگام جلوس بر تخت سلطنت برپا کرد.» شهر توسط یک خندق به وسعت ۴٫۷ کیلومتر مربع محصور شده بود، در حالی که سازه خائو کلانگ نای (تای: เขาคลังใน) مربوط به قرن ششم تا هفتم میلادی است.: ۳۰۳٬۳۰۸–۳۰۹ 

### دوران تأثیرات بودیسم: قرن هشتم تا دهم میلادی
این دوره (حدود قرن هشتم تا دهم میلادی) اوج شکوفایی سی تهپ بود. یک سیستم آبیاری توسعه یافت و هنرهای تحت تأثیر مهایانه شکل گرفت، در حالی که روابط با هند، دوارواتی و شهرهای شمال‌شرقی ادامه داشت. سی تهپ به همراه سما و لوپبوری مسیرهای منطقه را تحت کنترل داشت. توسعه سی تهپ منجر به تأسیس شهر همسایه‌اش، تا رونگ (تای: ท่าโรง)، شد که در ۲۰ کیلومتری شمال و در امتداد رودخانه پا ساک قرار داشت و بعدها در دوران سلطنت پادشاه نانگ‌کلاو از پادشاهی راتاناکوسین به ناحیه ویچیان بوری تغییر نام یافت. از طریق بودیسم، شواهد تاریخی متعددی ارتباط بین سی تهپ و دیگر موجودیت‌های دوارواتی-محور مانند ون دان را در ایسان نشان می‌دهند.: ۹۱–۹۲ 
در این دوره، سی تهپ به همراه پادشاهی لاوو مرکز دولت دوارواتی به سبک ماندالا بود، اما به دلیل مهاجرت‌های ناشی از شرایط آب و هوایی یا شیوع بیماری، سی تهپ شکوه خود را از دست داد و لاوو به عنوان تنها مرکز قدرت در منطقه باقی ماند تا اینکه بین قرن‌های دهم تا یازدهم میلادی تحت سلطه خمرها قرار گرفت.